# Kiruna AIF
Kiruna AIF ist ein 1927 gegründeter schwedischer Sportklub aus Kiruna, der vor allem für seine Eishockeyabteilung bekannt ist.

## Geschichte
Der Verein wurde 1927 gegründet. Im Jahr 1945 entstand die Eishockeyabteilung des Klubs. Größter Erfolg der Herren-Mannschaft war die Teilnahme an der Division 1 in der Saison 1973/74, als diese noch die höchste schwedische Spielklasse war. In der Folgezeit trat das Team regelmäßig in der ab 1975 zweitklassigen Division 1 an. Durch den Zusammenschluss der Eishockeyabteilungen von Kiruna AIF und dessen Ligarivalen IFK Kiruna entstand 1988 das Team Kiruna IF. Inzwischen nimmt aber auch wieder eine Mannschaft von Kiruna AIF am Spielbetrieb teil. Diese gewann 2018 die Gruppe Nord A/B der Division 2 und stieg durch zwei Siege (5:0 und 5:3) gegen die Kovlands Ishockeyförening, den Sieger der Gruppe Nord C/D, in die drittklassige Hockeyettan auf. 2022 stieg der KAIF wieder in die vierte Spielklasse (HockeyTvåan, ehemals Division 2) ab. Die Junioren gewannen 1979 die J20 SuperElit und damit die schwedische Juniorenmeisterschaft.
Die Fußballabteilung, die unter anderem in der dritten Liga gespielt hatte, war 1970 einer von mehreren lokalen Vereinen, aus deren Fusion Kiruna FF entstand.
Eine weitere erfolgreiche Abteilung des Vereins war die Handballabteilung, die in der Saison 1978/79 an der höchsten schwedischen Handballspielklasse teilnahm.

## Bekannte ehemalige Spieler
- Hannu Aravirta
- Lars Karlsson
- Börje Salming
- Göte Wälitalo